# Lijst van voetbalinterlands India - Zuid-Korea
Deze lijst van voetbalinterlands is een overzicht van alle officiële voetbalinterlands tussen de nationale teams van India en Zuid-Korea. De landen hebben tot nu toe 23 keer tegen elkaar gespeeld. De eerste ontmoeting, een wedstrijd tijdens de Aziatische Spelen 1958, werd gespeeld in Tokio (Japan) op 31 mei 1958. Het laatste duel, een groepswedstrijd tijdens de Azië Cup 2011, werd gespeeld op 18 januari 2011 in Doha (Qatar).

## Wedstrijden
| №  | Plaats       | Datum             | Competitie                 | Wedstrijd          | Uitslag |
| -- | ------------ | ----------------- | -------------------------- | ------------------ | ------- |
| 1  | Tokio        | 31 mei 1958       | Aziatische Spelen 1958     | Zuid-Korea − India | 3 − 1   |
| 2  | Jakarta      | 24 augustus 1962  | Aziatische Spelen 1962     | Zuid-Korea − India | 2 − 0   |
| 3  | Jakarta      | 4 september 1962  | Aziatische Spelen 1962     | India − Zuid-Korea | 2 − 1   |
| 4  | Tel Aviv     | 27 mei 1964       | Azië Cup 1964              | India − Zuid-Korea | 2 − 0   |
| 5  | Kuala Lumpur | 23 augustus 1964  | Vriendschappelijk          | Zuid-Korea − India | 0 − 0   |
| 6  | Kuala Lumpur | 1 september 1964  | Vriendschappelijk          | Zuid-Korea − India | 1 − 2   |
| 7  | Kuala Lumpur | 23 augustus 1965  | Vriendschappelijk          | Zuid-Korea − India | 1 − 0   |
| 8  | Kuala Lumpur | 28 augustus 1966  | Vriendschappelijk          | Zuid-Korea − India | 1 − 0   |
| 9  | Kuala Lumpur | 23 augustus 1968  | Vriendschappelijk          | Zuid-Korea − India | 1 − 0   |
| 10 | Kuala Lumpur | 13 augustus 1970  | Vriendschappelijk          | Zuid-Korea − India | 3 − 2   |
| 11 | Kuala Lumpur | 29 juli 1973      | Vriendschappelijk          | Zuid-Korea − India | 0 − 0   |
| 12 | Kuala Lumpur | 16 augustus 1976  | Vriendschappelijk          | Zuid-Korea − India | 8 − 0   |
| 13 | Seoel        | 13 september 1976 | Vriendschappelijk          | Zuid-Korea − India | 4 − 0   |
| 14 | Busan        | 5 september 1977  | Vriendschappelijk          | Zuid-Korea − India | 3 − 0   |
| 15 | Bangkok      | 29 oktober 1977   | Vriendschappelijk          | India − Zuid-Korea | 1 − 0   |
| 16 | Bangkok      | 16 november 1981  | Vriendschappelijk          | India − Zuid-Korea | 0 − 6   |
| 17 | Calcutta     | 18 februari 1982  | Vriendschappelijk          | India − Zuid-Korea | 2 − 2   |
| 18 | Busan        | 9 juni 1982       | Vriendschappelijk          | Zuid-Korea − India | 1 − 0   |
| 19 | Calcutta     | 19 oktober 1984   | Azië Cup 1984 kwalificatie | Zuid-Korea − India | 1 − 0   |
| 20 | Busan        | 20 september 1986 | Aziatische Spelen 1986     | Zuid-Korea − India | 3 − 0   |
| 21 | Beiroet      | 13 mei 1993       | WK 1994 kwalificatie       | India − Zuid-Korea | 0 − 3   |
| 22 | Seoel        | 9 juni 1993       | WK 1994 kwalificatie       | Zuid-Korea − India | 7 − 0   |
| 23 | Doha         | 18 januari 2011   | Azië Cup 2011              | Zuid-Korea − India | 4 − 1   |

## Samenvatting
| Competitie            | Totaal gespeeld | Winst India | Gelijk | Winst Zuid-Korea | Doelsaldo India – Zuid-Korea |
| --------------------- | --------------- | ----------- | ------ | ---------------- | ---------------------------- |
| WK-kwalificatie       | 2               | 0           | 0      | 2                | 0 − 10                       |
| Azië Cup              | 2               | 1           | 0      | 1                | 3 − 4                        |
| Azië Cup-kwalificatie | 1               | 0           | 0      | 1                | 0 − 1                        |
| Aziatische Spelen     | 4               | 1           | 0      | 3                | 3 − 9                        |
| Vriendschappelijk     | 14              | 2           | 3      | 9                | 7 − 31                       |
| Totaal                | 23              | 4           | 3      | 16               | 13 − 55                      |

AIFF · A-Internationals · Bondscoaches · Statistieken · Olympisch elftal · Indiaas vrouwenelftal · India U21 · India U20 · India U19 · India U18 · India U17
1930 – 1949 · 
1950 – 1959 · 
1960 – 1969 · 
1970 – 1979 · 
1980 – 1989 · 
1990 – 1999 · 
2000 – 2009 · 
2010 – 2019 ·
2020 − 2029
Afghanistan ·
Argentinië ·
Australië ·
Azerbeidzjan · 
Bahrein ·
Bangladesh ·
Bhutan ·
Brunei ·
Cambodja ·
China ·
Curaçao ·
Fiji ·
Filipijnen ·
Finland ·
Ghana ·
Guam ·
Guyana ·
Hongarije ·
Hongkong ·
IJsland ·
Indonesië ·
Irak ·
Iran ·
Israël ·
Jamaica ·
Japan ·
Jemen ·
Jordanië ·
Kameroen ·
Kenia ·
Kirgizië ·
Koeweit ·
Laos ·
Libanon ·
Macau ·
Malediven ·
Maleisië ·
Marokko ·
Mauritius ·
Mongolië ·
Myanmar ·
Namibië ·
Nepal ·
Nieuw-Zeeland ·
Noord-Korea ·
Oezbekistan ·
Oman ·
Pakistan ·
Palestina ·
Peru ·
Polen ·
Puerto Rico ·
Qatar ·
Saint Kitts en Nevis ·
Saoedi-Arabië ·
Singapore ·
Sovjet-Unie ·
Sri Lanka ·
Suriname ·
Syrië ·
Tadzjikistan ·
Taiwan ·
Thailand ·
Trinidad en Tobago ·
Turkmenistan ·
Uruguay ·
Vanuatu ·
Verenigde Arabische Emiraten ·
Vietnam ·
Wit-Rusland ·
Zambia ·
Zuid-Korea ·
Zuid-Vietnam
KFA · A-internationals · Selecties · Bondscoaches · Zuid-Koreaans vrouwenelftal · Olympisch elftal · Zuid-Korea U21 · Zuid-Korea U20 · Zuid-Korea U19 · Zuid-Korea U18 · Zuid-Korea U17
1940 – 1949 ·
1950 – 1959 ·
1960 – 1969 ·
1970 – 1979 ·
1980 – 1989 ·
1990 – 1999 ·
2000 – 2009 ·
2010 – 2019 ·
2020 − 2029
WK 1954 · 
WK 1986 · 
WK 1990 · 
WK 1994 · 
WK 1998 · 
WK 2002 · 
WK 2006 · 
WK 2010 · 
WK 2014 · 
WK 2018
OS 1948 ·
OS 1964 ·
OS 1988 ·
OS 1992 ·
OS 1996 ·
OS 2000 ·
OS 2004 ·
OS 2008 ·
OS 2012 ·
OS 2016 ·
OS 2020
1948 ·
1949 ·
1950 · 
1951 · 1952 · 
1953 · 
1954 · 
1955 · 
1956 · 
1957 · 
1958 · 
1959 ·
1960 · 
1961 · 
1962 · 
1963 · 
1964 · 
1965 · 
1966 · 
1967 · 
1968 · 
1969 ·
1970 · 
1971 · 
1972 · 
1973 · 
1974 · 
1975 · 
1976 · 
1977 · 
1978 · 
1979 ·
1980 · 
1981 · 
1982 · 
1983 · 
1984 · 
1985 · 
1986 · 
1987 · 
1988 · 
1989 ·
1990 ·
1991 · 
1992 · 
1993 · 
1994 · 
1995 · 
1996 · 
1997 · 
1998 · 
1999 · 
2000 · 
2001 · 
2002 · 
2003 · 
2004 · 
2005 · 
2006 · 
2007 · 
2008 · 
2009 · 
2010 · 
2011 ·
2012 ·
2013 ·
2014 ·
2015 ·
2016 ·
2017 ·
2018 ·
2019 ·
2020 ·
2021 ·
2022 ·
2023 ·
2024
Afghanistan ·
Algerije ·
Angola ·
Argentinië ·
Australië ·
Bahrein ·
Bangladesh ·
België ·
Bolivia ·
Bosnië en Herzegovina ·
Brazilië ·
Brunei ·
Bulgarije ·
Burkina Faso ·
Cambodja ·
Canada ·
Chili ·
China ·
Colombia ·
Costa Rica ·
Cuba ·
Denemarken ·
Duitsland ·
Ecuador ·
Egypte ·
El Salvador ·
Engeland ·
Filipijnen ·
Finland ·
Frankrijk ·
Georgië ·
Ghana ·
Griekenland ·
Guam ·
Guatemala ·
Haïti ·
Honduras ·
Hongarije ·
Hongkong ·
IJsland ·
India ·
Indonesië ·
Irak ·
Iran ·
Israël ·
Italië ·
Ivoorkust ·
Jamaica ·
Japan ·
Jemen ·
Joegoslavië ·
Jordanië ·
Kameroen ·
Kazachstan ·
Kenia ·
Kirgizië ·
Koeweit ·
Kroatië ·
Laos ·
Letland ·
Libanon ·
Libië ·
Luxemburg ·
Macau ·
Malediven ·
Maleisië ·
Mali ·
Malta ·
Marokko ·
Mexico ·
Moldavië ·
Mongolië ·
Myanmar ·
Nederland ·
Nepal ·
Nieuw-Zeeland ·
Nigeria ·
Noord-Ierland ·
Noord-Korea ·
Noord-Macedonië ·
Noorwegen ·
Oekraïne ·
Oezbekistan ·
Oman ·
Pakistan ·
Palestina ·
Panama ·
Paraguay ·
Peru ·
Polen ·
Portugal ·
Qatar ·
Roemenië ·
Rusland ·
Saoedi-Arabië ·
Schotland ·
Senegal ·
Servië ·
Servië en Montenegro ·
Singapore ·
Slowakije ·
Soedan ·
Spanje ·
Sri Lanka ·
Syrië ·
Tadzjikistan ·
Taiwan ·
Thailand ·
Togo ·
Trinidad en Tobago ·
Tsjechië ·
Tunesië ·
Turkije ·
Turkmenistan ·
Uruguay ·
Venezuela ·
Verenigde Arabische Emiraten ·
Verenigde Staten ·
Vietnam ·
Wales ·
Wit-Rusland ·
Zambia ·
Zuid-Jemen ·
Zuid-Vietnam ·
Zweden ·
Zwitserland
Algerije (2014) · 
Australië (2015, 2) ·
België (2014) · 
Duitsland (2018) · 
Frankrijk (2006) · 
Griekenland (2010) ·
Mexico (2018) ·
Nigeria (2010) · 
Portugal (2022) · 
Rusland (2014) · 
Togo (2006) · 
Zweden (2018) ·
Zwitserland (2006)